# Demi Lovato
Pour les articles homonymes, voir Demi et Lovato.
Demi Lovato, de son vrai nom Demetria Devonne Lovato (née le 20 août 1992 à Albuquerque, Nouveau-Mexique), est une autrice-compositrice-interprète, actrice, mannequin et entrepreneur américaine. Elle fait ses débuts dans la comédie très jeune en jouant dans la série pour enfants Barney en 2002, mais c'est en 2008 que sa reconnaissance grandit avec le rôle principal dans le téléfilm de Disney Channel Camp Rock, et en 2009, dans la série à succès de la même chaîne, Sonny with a chance.
En 2008, elle signe avec le label Hollywood Records et sort ensuite six albums : Don't Forget (2008), Here We Go Again (2009), Unbroken (2011), Demi (2013), Confident (2015) et Tell Me You Love Me (2017), qui ont tous fait leurs débuts dans le top cinq du Billboard 200.
Sa carrière prend un tournant avec son troisième album, Unbroken, sorti en 2011, qui arrive à la quatrième place du Billboard 200 et dont sont extraits les singles Skyscraper et Give Your Heart A Break qui ont connu un grand succès critique et commercial. En 2013, son quatrième album intitulé Demi sort, dont est extrait le single Heart Attack qui s'écoule à plus d'un million d'exemplaires en moins de quatre semaines et est considéré comme un des plus grands succès commerciaux de l'année. En 2015, Lovato rejoint aussi le label Island Records, mais tout en restant chez Hollywood Records, fonde le label Safehouse Records en partenariat avec Universal, et son cinquième album, Confident, sort la même année, atteint la deuxième place du Billboard 200, et obtient une nomination dans la catégorie « meilleur album pop » lors de la 59e cérémonie des Grammy Awards. En 2017, sort son sixième album Tell Me You Love Me dont est extrait son plus grand succès Sorry Not Sorry. Elle retourne au rock (style majoritaire de ses deux premiers albums Don't Forget et Here We Go Again), explorant même des sonorités heavy-metal, pour l'album Holy Fvck en 2022. 
Entre 2012 et 2013, Lovato fait partie des jurés de l'émission The X Factor. S'impliquant en faveur de plusieurs associations humanitaires, elle soutient notamment City of Hope, Free The Children ou encore Lovato Treatment Scholarship Program en hommage à son défunt père et s'implique en particulier dans des causes comme la lutte pour les droits des LGBT — Demi Lovato se revendique non-binaire —, contre le harcèlement scolaire et pour l’aide aux personnes atteintes de troubles psychiques. Lovato souffre de deux maladies psychiques : l'addiction aux psychotropes et les troubles bipolaires.

## Biographie

### Enfance et débuts (1992-2007)
Naissant à Albuquerque, au Nouveau-Mexique, Demetria Devonne Lovato est l'enfant du musicien et ingénieur Patrick Martin Lovato (10 août 1960 - 22 juin 2013) et de la pom-pom girl des Cowboys de Dallas, Dianna De La Garza (née Dianna Lee Smith le 8 août 1962). Demi Lovato a pour sœur Dallas Leigh Lovato (née le 4 février 1988), pour demi-sœur côté maternel l'actrice Madison Rose De La Garza (née le 28 décembre 2001), connue pour son rôle de Juanita Solis dans la série Desperate Housewives et pour demi-sœur côté paternel Amber Smith (née le 28 avril 1983), rencontrée pour la première fois à l'enterrement de leur père en 2013,. Son père est d'origine mexicaine tandis que sa mère a des ascendances anglaises et irlandaises,.
À la fin de l'été 1994, peu de temps après son deuxième anniversaire, les parents de Demi Lovato divorcent après plus de dix ans de mariage. Elle grandit ensuite à Dallas au Texas. En 1997, sa mère se remarie avec James Edward « Eddie » De La Garza (né le 15 février 1961) que Lovato considère comme son père. L'enfant commence à jouer du piano à l'âge de 7 ans et de la guitare vers l'âge de 8 ou 9 ans et prend aussi des cours de danse, de chant et de comédie,. Durant cette période, Lovato participe à de nombreux concours de beauté, commence à y chanter et passe aussi de nombreuses auditions. En 2002, elle tient le rôle d'Angela dans la série Barney, série dans laquelle figurait aussi Selena Gomez.
À l'école, Demi Lovato est victime de harcèlement scolaire et commence à avoir une relation malsaine avec la nourriture, à se mutiler et, à partir de l'âge de 17 ans, à se droguer,. Des cours par correspondance suivis à partir de l'âge de 12 ou 13 ans à partir du 7e grade (équivalent de la sixième en France) lui permettent de décrocher son diplôme de fin d'études en avril 2009,.
En 2004, Lovato fait ses débuts dans la musique en interprétant le single Moves Me. Durant cette période, elle apparaît dans des publicités, et en 2006, dans un épisode de la seconde saison de Prison Break, puis en 2007 dans la sitcom Jordan en tenant le rôle de Nicole.

### Camp RocketDon't Forget(2008)

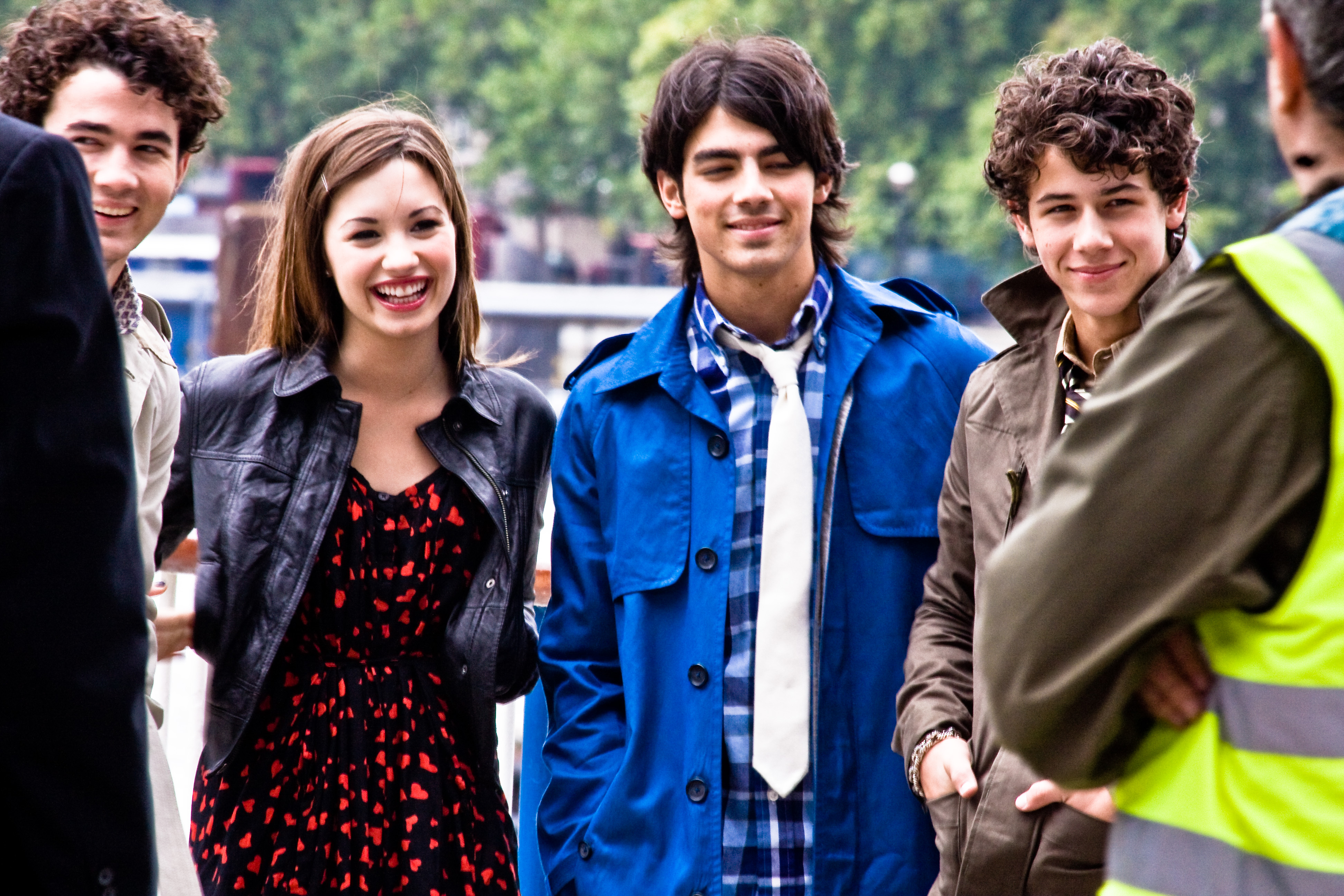
Demi Lovato avec les Jonas Brothers en septembre 2008.

Durant l'été 2007, Demi Lovato auditionne pour le Disney Channel Original Movie Camp Rock et pour la nouvelle sitcom de Disney Channel Sonny dans la même journée et obtient les deux rôles. Pour Camp Rock, elle envoie une cassette vidéo de l'audition et Gary Marsh, le président de Disney Channel, lui a demandé de chanter. Elle chante Ain't No Other Man de Christina Aguilera et le vice-président du label Hollywood Records, Bob Cavallo, déclare que leurs « mâchoires sont tombées. » Lovato obtient le rôle principal de Camp Rock ainsi qu'un contrat avec le label Hollywood Records en début d'année 2008, à seulement 15 ans, avec pour manager Phil McIntyre qui était aussi le manager des Jonas Brothers. Le film est diffusé pour la première fois sur Disney Channel le 20 juin 2008 et réunit plus de 8,9 millions de téléspectateurs. À cette époque, Camp Rock est le deuxième téléfilm le plus vu de la chaîne, juste après High School Musical 2.
La bande originale de Camp Rock sort le 17 juin 2008 et se classe à la 3e place du Billboard 200 en se vendant à 188 000 exemplaires dès la première semaine de sortie ; Lovato y chante quatre chansons : We Rock, Who Will I Be?, Our Time Is Here et This Is Me qui arrivé à la 9e place du Billboard Hot 100. En juin et juillet 2008, elle est en tournée, le Demi Live! Warm Up Tour pour la promotion de son premier album Don't Forget. De juillet à septembre 2008, elle assure la première partie du Burnin' Up Tour pour les Jonas Brothers.
Le 23 septembre 2008, Lovato sort son premier album, Don't Forget. La plupart des chansons de l'album est écrite avec les Jonas Brothers qui ont également produit l'album avec John Fields. L'opus se place en seconde place au Billboard 200, après s'être vendu à 89 000 exemplaires la semaine de sa sortie et reçoit des certifications dans plusieurs pays, il est notamment disque d'or aux États-Unis. Le premier single, Get Back, sort le 12 août 2008. Le clip est sorti le 22 août 2008. Le deuxième single est La La Land, sorti le 10 avril 2009 et dont le clip sort le 19 décembre 2008, on peut y voir ses partenaires dans Sonny et sa sœur Dallas.

### Here We Go AgainetSonny(2009-2010)

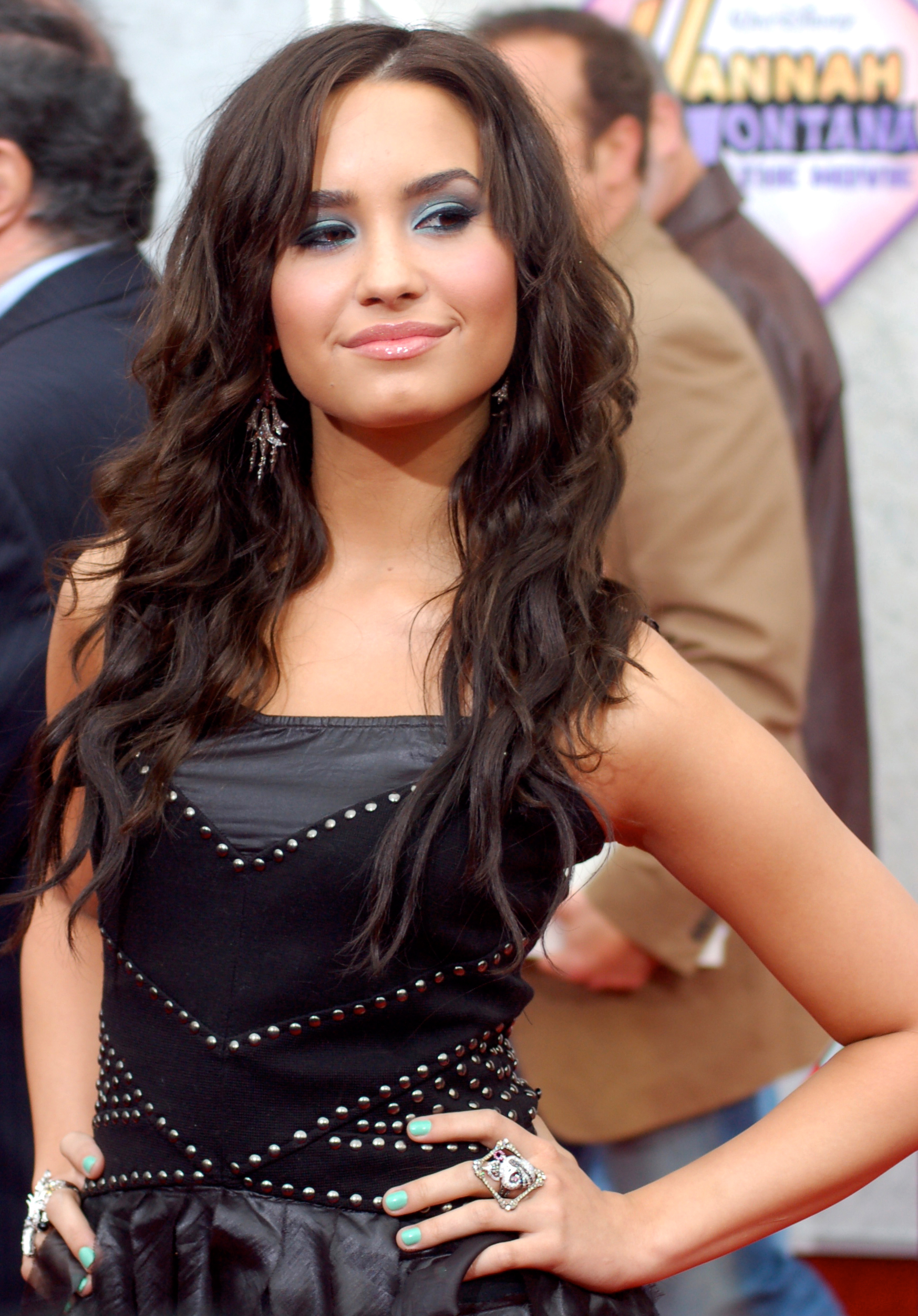
Demi Lovato à l'avant-première d’Hannah Montana, le film en avril 2009.

Le 8 février 2009 est diffusé le premier épisode de la sitcom de Disney Channel Sonny, où Lovato interprète le personnage central de Sonny Munroe, qui déménage du Wisconsin pour Hollywood avec sa mère car Lovato a eu un rôle dans une émission. La série est un succès, et sa performance reçoit des critiques positives, recevant des comparaisons avec la star d’Hannah Montana, Miley Cyrus,. Le 16 mars 2009, Lovato sort le troisième et dernier single de son album, du même titre que ce dernier Don't Forget. En juin 2009, on retrouve Lovato dans un autre Disney Channel Original Movie, Princess Protection Program, aux côtés de sa meilleure amie de l'époque Selena Gomez. Le film est le troisième Disney Channel Original Movie le plus vu avec 8,5 millions de téléspectateurs lors de sa première diffusion sur Disney Channel. Pour le film, Selena et Demi enregistrent la chanson One and the Same.
Le 21 juin 2009, elle entame une tournée d'été Demi Lovato: Live in Concert, qui s'achève à Hartford le 28 mai 2010 à Rio de Janeiro, pour la promotion de son deuxième album Here We Go Again, sorti le 21 juillet 2009. L'album est en tête du Billboard 200 en se vendant à plus de 108 000 exemplaires dès sa première semaine de sortie. Le son de l'opus est plus acoustique que son premier album et reçoit des critiques favorables,. AllMusic place Here We Go Again comme l'un des meilleurs albums pop de 2009. Le 23 juin 2009 sort le premier single intitulé comme l'album, Here We Go Again qui reçoit des critiques positives et elle est comparée à son idole Kelly Clarkson,, et se classe à la 15e place du Billboard Hot 100. Le clip est dévoilé le 26 juin 2009, juste après l'avant-première du film où Lovato joue, Princess Protection Program. Le 17 novembre 2009, elle sort le deuxième single de l'album, Remember December, qui reçoit des critiques positives et dont le clip est lancé le 12 novembre 2009. Elle rejoint plus tard les Jonas Brothers en invitée pour leur tournée Jonas Brothers Live in Concert.
En septembre 2009, elle commence le tournage de Camp Rock 2 qui est diffusé pour la première fois sur Disney Channel le 3 septembre 2010 et réunit plus de 8,9 millions de téléspectateurs. En 2010, le film devient le programme le plus regardé à la télévision,. La même année, elle joue dans un épisode de la saison 6 de la série dramatique Grey's Anatomy où Lovato joue le rôle de Hayley May ; sa prestation est acclamée par la critique pour sa véracité.
La bande originale de Camp Rock 2 sort le 10 août 2010 et se place troisième au Billboard 200. Pour la promotion de l'album, Lovato part en tournée avec les Jonas Brothers et le reste du casting pour le Jonas Brothers 2010 World Tour/Camp Rock 2 Tour, qui débute le 7 août 2010. La bande originale de Sonny sort le 5 octobre 2010 et un single promotionnel en est extrait, Me, Myself and Time est sorti en août 2010.

### UnbrokenetThe X Factor(2011-2012)

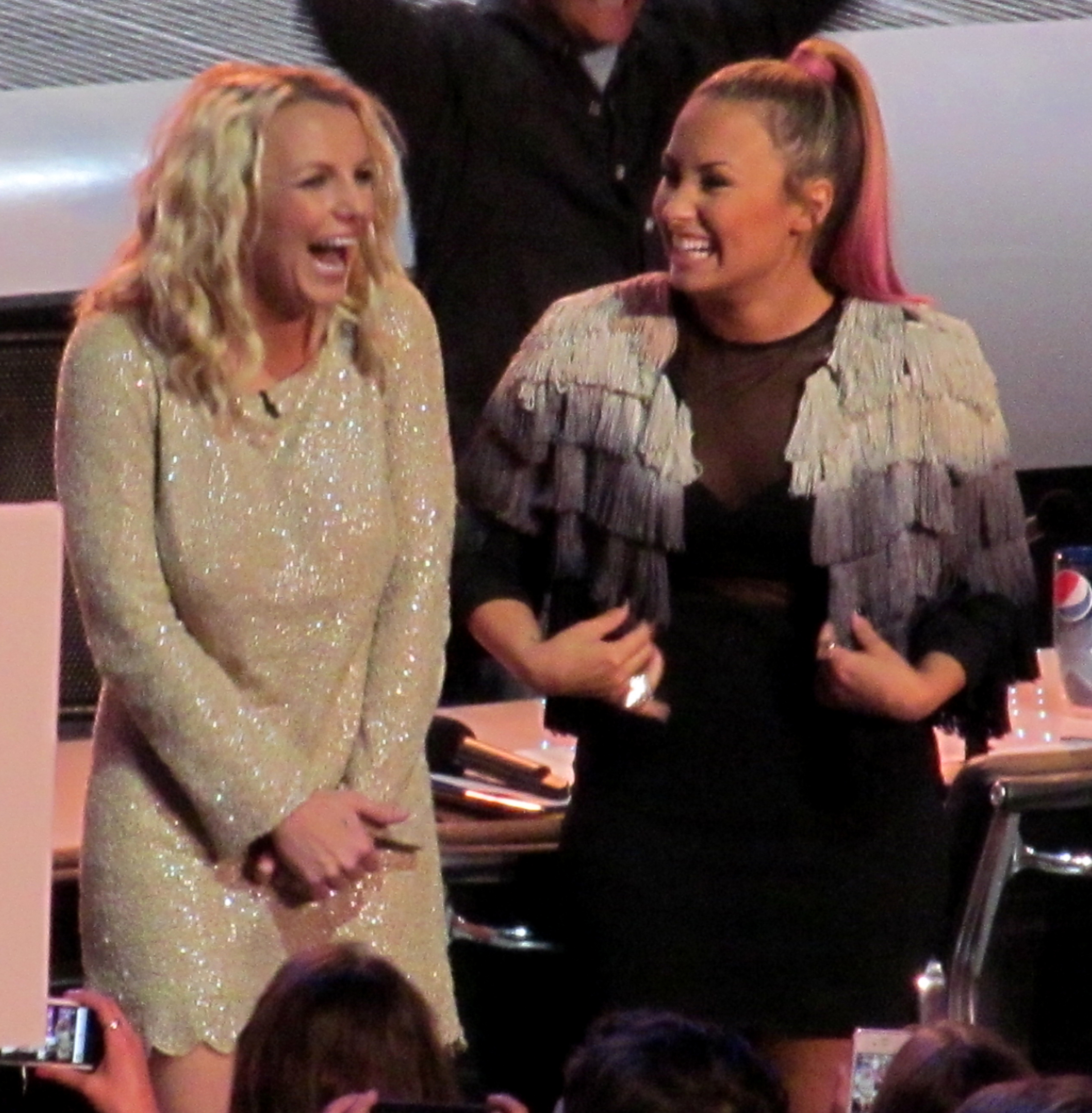
Demi Lovato et Britney Spears lors du tournage de la troisième saison de The X Factor en 2012.

En 2011, Lovato ne participe pas à la troisième saison de Sonny à cause de problèmes de santé. Finalement, Disney crée un spin-off intitulé Sketches à gogo ! avec les mêmes acteurs et actrices, spin-off qui s'arrête finalement après une saison.
Le 20 septembre 2011, Demi Lovato sort son troisième album intitulé Unbroken, arrivé à la 4e place du Billboard 200. L'album est certifié à de nombreuses reprises et devient son troisième album consécutif à être disque d'or aux États-Unis. Lovato a commencé à travailler sur cet opus en juillet 2010, juste avant de partir en centre de réadaptation, avant de reprendre en février 2011, et décrit cet album comme ayant un nouveau son plus R&B, en continuant la pop, citant Keri Hilson et Rihanna comme ses influences principales. Dès son retour du centre de réadaptation, le producteur de musique Timbaland a déclaré vouloir travailler avec Lovato, qui a travaillé aussi avec notamment Ryan Tedder, Rock Mafia ou encore DreamIab,. L'album reçoit des critiques positives et l'évolution de sa voix est louée,, il atteint la 7e place du classement des meilleurs albums de 2011 par Entertainment Weekly.

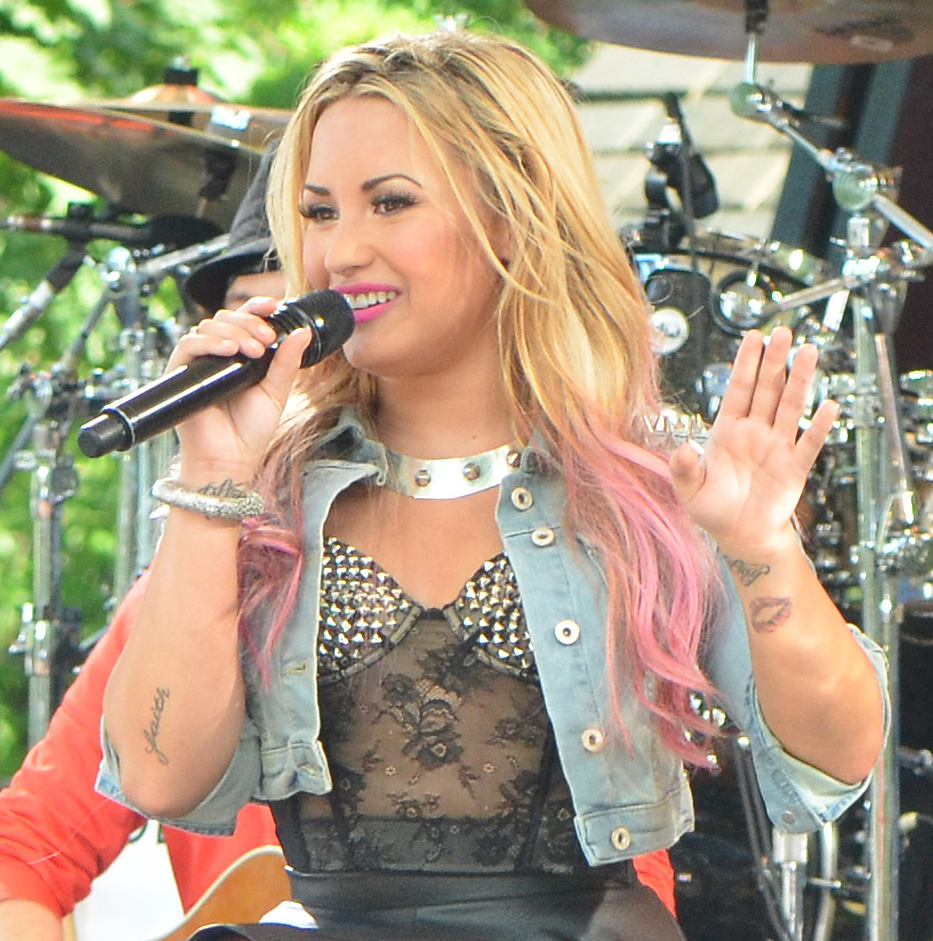
Demi Lovato dans Good Morning America en juillet 2012.

Le premier single, Skyscraper, sort le 12 juillet 2011 et connaît un succès commercial et critique,,. Il se hisse à la 10e place du Billboard Hot 100 et reste pendant 17 semaines dans ce même classement. Le clip est dévoilé le 13 juillet 2011. La chanson remporte le prix de la « meilleure chanson de l'été » aux Teen Choice Awards 2011 et celui du « meilleur clip avec un message » aux MTV Video Music Awards 2012. Dans le but de promouvoir l'album, elle démarre la tournée A Special Night with Demi Lovato le 16 novembre 2011 à Détroit, terminée le 27 mars 2013 à Moscou.
Le 23 janvier 2012, sort le deuxième single de l'album, Give Your Heart a Break,, dont le clip officiel est lancé le 20 mars 2012,. Le single se place 16e au Billboard Hot 100. La chanson se vend à plus de trois millions d'exemplaires aux États-Unis où Lovato est certifiée triple disque de platine,.
En mai 2012, elle devient juge dans la deuxième saison de The X Factor, aux côtés de Simon Cowell, Britney Spears et L.A. Reid, où elle coache les 17-24 ans. Cette saison est remportée par Tate Stevens et a été suivie par plus de 8,7 millions de téléspectateurs.

### Demiet troisième saison deThe X Factor(2013-2014)
Le 12 février 2013, le single Heart Attack sort, il se place 10e au Billboard Hot 100 et à la première place du Hot Dance Club Songs, avec plus de 215 000 copies vendues dès la première semaine, il est le troisième single ayant le meilleur démarrage de 2013, juste après Suit & Tie de Justin Timberlake et The Way d'Ariana Grande,. Le clip vidéo sort le 9 avril 2013. La chanson remporte le prix du « meilleur single par une artiste féminine » aux Teen Choice Awards 2013 et est nommé dans la catégorie « meilleur clip d'une artiste féminine » aux MTV Video Music Awards 2013.

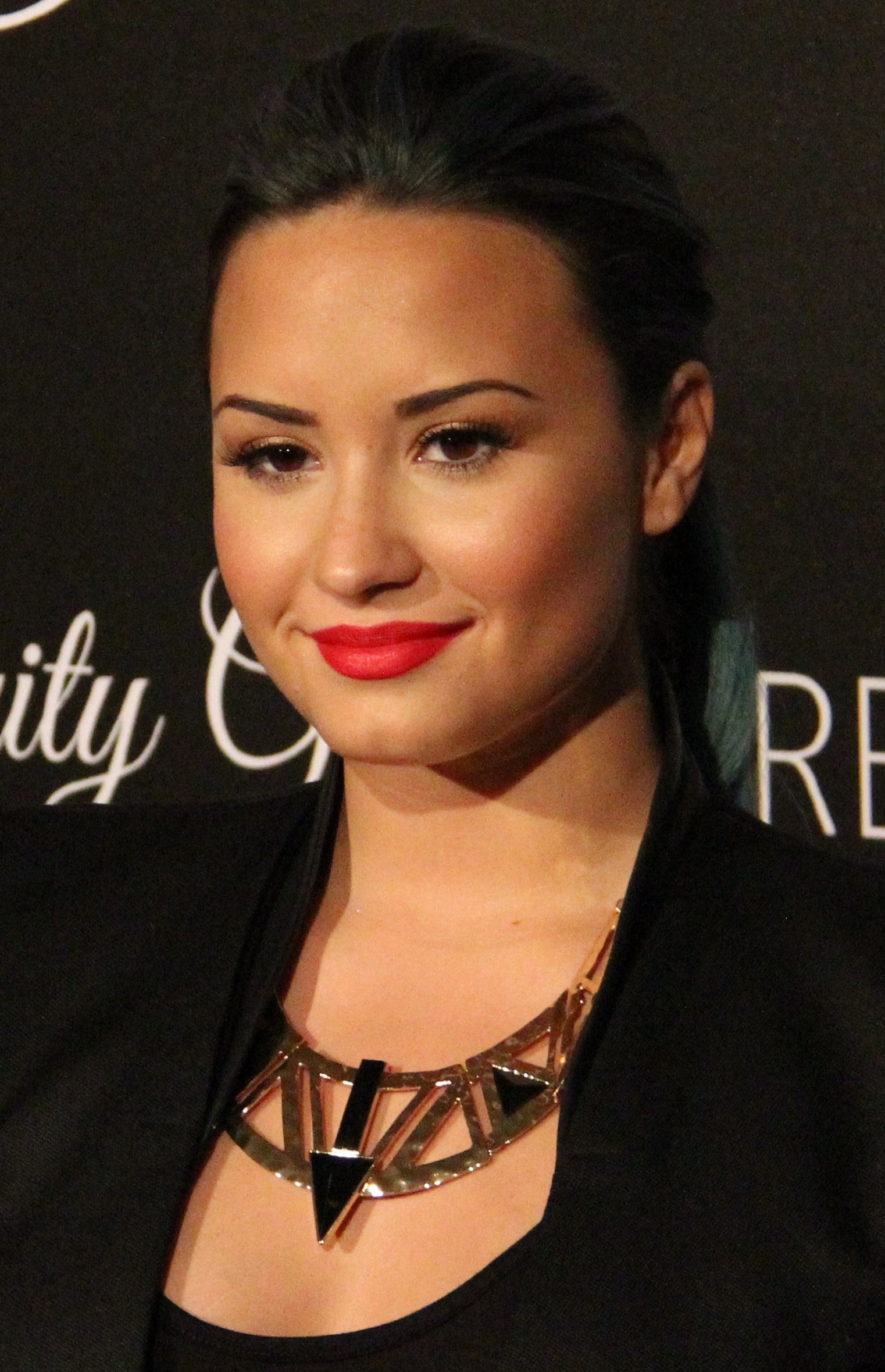
Demi Lovato au Dignity Gala en octobre 2013.

Le 10 mai 2013, elle sort son quatrième album baptisé Demi, arrivé à la troisième place du Billboard 200 ; il se vend à plus de 110 000 exemplaires en une semaine, son meilleur démarrage depuis le début de sa carrière. Il reçoit des critiques positives et se classe à la 8e place du classement des meilleurs albums de 2013 par Alter The Press!. Cet opus atteint la première place au Brésil et au Canada, et reçoit des certifications dans de nombreux pays et est son quatrième album consécutif certifié disque d'or aux États-Unis. Le deuxième single de cet album, Made in the USA sort le 16 juillet 2013 précédé du clip le 2 juillet 2013. En août 2013, elle participe à la bande originale de The Mortal Instruments : La Cité des ténèbres avec la chanson Heart By Heart.
Le 11 septembre 2013, la saison 3 de The X Factor est lancée avec Simon Cowell, Kelly Rowland, Paulina Rubio et Demi Lovato comme juges, où cette dernière coache les filles, ; son salaire est doublé. Cette saison est remportée par Alex & Sierra et a été suivie par 6,4 millions de téléspectateurs. À la rentrée 2013, Lovato rejoint le casting de la série Glee pour quatre épisodes de la saison 5 ; elle y interprète le rôle de Danielle, une femme homosexuelle et déclare se sentir honorée de pouvoir représenter cette communauté et de pouvoir « inspirer les gens avec [son] personnage à être qui ils sont sans peur ni honte ».
En octobre 2013, elle apparaît sur la bande originale du film Disney La Reine des neiges, avec la version single du titre Let It Go qui apparaît lors du générique de fin. Le 19 novembre 2013, elle sort le livre Staying Strong: 365 Days a Year qui comprend 365 citations de Demi et d'autres personnes connues, elle se dévoile aussi sur son combat et sur ses moments difficiles. Il a atteint la première place du classement des best-sellers du New York Times,. Le même jour sort le troisième extrait de l'album intitulé Neon Lights, dont le clip sort le 22 novembre 2013 et qui se classe à la 36e place du Billboard Hot 100. En décembre 2013, elle confirme son départ de l'émission The X Factor pour se consacrer à sa carrière musicale.
Lovato entame sa tournée The Neon Lights Tour le 9 février 2014 à Vancouver qui s'achève le 17 mai 2014 à Monterrey au Mexique,.
Le 20 mai 2014, elle sort le quatrième single de son album, Really Don't Care en duo avec Cher Lloyd, qui est arrivé à la 26e place du Billboard Hot 100,. Le clip sort le 26 juin 2014. La chanson remporte le prix de la « meilleure chanson de l'été » aux Teen Choice Awards 2014. Le 18 mai 2014, Lovato sort un duo avec le groupe anglais The Vamps, Somebody To You, dont le clip est sorti le 9 juin 2014. Le 29 mai 2014, Demi annonce sa cinquième tournée, le Demi World Tour, qui débute le 6 septembre 2014 à Baltimore aux États-Unis et qui s'achève au Viêt Nam à Hô Chi Minh-Ville devant 50 000 personnes. En parallèle, Lovato assure la première partie d'Enrique Iglesias pour son Sex & Love Tour, durant huit dates en Europe en novembre 2014.
En décembre 2014, Lovato lance sa marque de cosmétique Devonne By Demi aux États-Unis. Le même mois, Lovato sort sa ligne d'extensions capillaires, Secret Color. Le 1er décembre 2014, elle sort une version deluxe de son album Demi contenant trois nouvelles chansons dont Let It Go, I Hate You Don't Leave Me et Up en duo avec Olly Murs, qui est présente sur l'album Never Been Better de ce dernier et dont le clip est sorti le 11 décembre 2014, mais aussi trois chansons live. Le même mois, elle apparaît sur l'album éponyme de Nick Jonas avec le titre Avalanche.

### Confident(2015-2016)

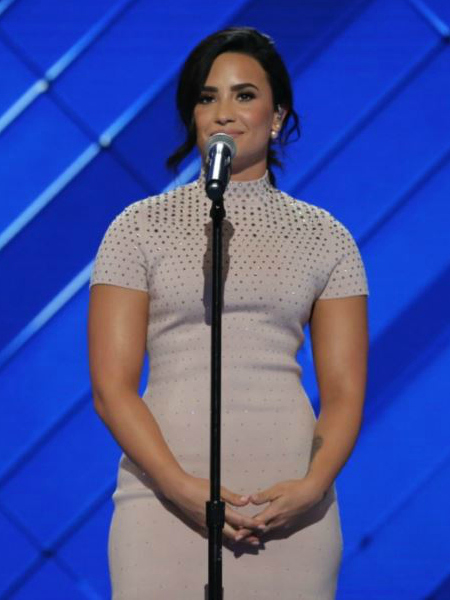
Demi Lovato à la convention démocrate d'Hillary Clinton en juillet 2016.

En avril 2015, Lovato et son ami Nick Jonas cofondent un label commun : Safehouse Records, un projet monté en collaboration avec Hollywood Records, le label de Demi, Island Records, le label de Nick ainsi que le groupe Universal et réalisé avec le producteur Phil McIntyre. Jonas annonce dans un communiqué de presse que le label est conçu comme « un environnement sûr, protégé, où la créativité de l’artiste est soutenue » et dans le but de « mettre les artistes dans le contrôle de leur art en leur fournissant les meilleurs outils pour gérer leur carrière. » Il est annoncé que son cinquième album sortira sous trois labels : Hollywood Records et ses deux nouveaux labels : Safehouse Records et Island Records.
Lovato sort son cinquième album, intitulée Confident, le 16 octobre 2015. L'opus reçoit des critiques positives et a atteint la deuxième place du Billboard 200, se vendant à 98 000 exemplaires dès sa première semaine de sortie. Le premier single, sorti le 1er juillet 2015 et intitulé Cool for the Summer, a atteint la 11e place du Billboard Hot 100. La chanson a été nommée dans la catégorie « meilleure chanson de l'été » aux MTV Video Music Awards 2015 ainsi qu'aux Teen Choice Awards 2015,. Le second single, du nom de l'album, Confident, sort le 18 septembre 2015 et est porté par un clip sorti le 9 octobre 2015. Toujours en octobre 2015, elle collabore avec le groupe Fall Out Boy pour le remix du titre Irresistible présent dans leur sixième album American Beauty/American Psycho. Le même mois, Lovato signe avec l'agence de mannequinat, Wilhelmina Models.
Le 6 février 2016, elle sort le troisième et dernier single de son album, Stone Cold. Le 29 juin, elle commence sa tournée commune avec Nick Jonas, Future Now Tour à Atlanta aux États-Unis, qui s'est achevée le 19 octobre 2016 à Monterrey au Mexique, les dernières dates de la tournée ont été assurées par Lovato seulement. Le 1er juillet 2016, elle sort un single Body Say pour la promotion de la tournée.

### Tell Me You Love Me(2017)

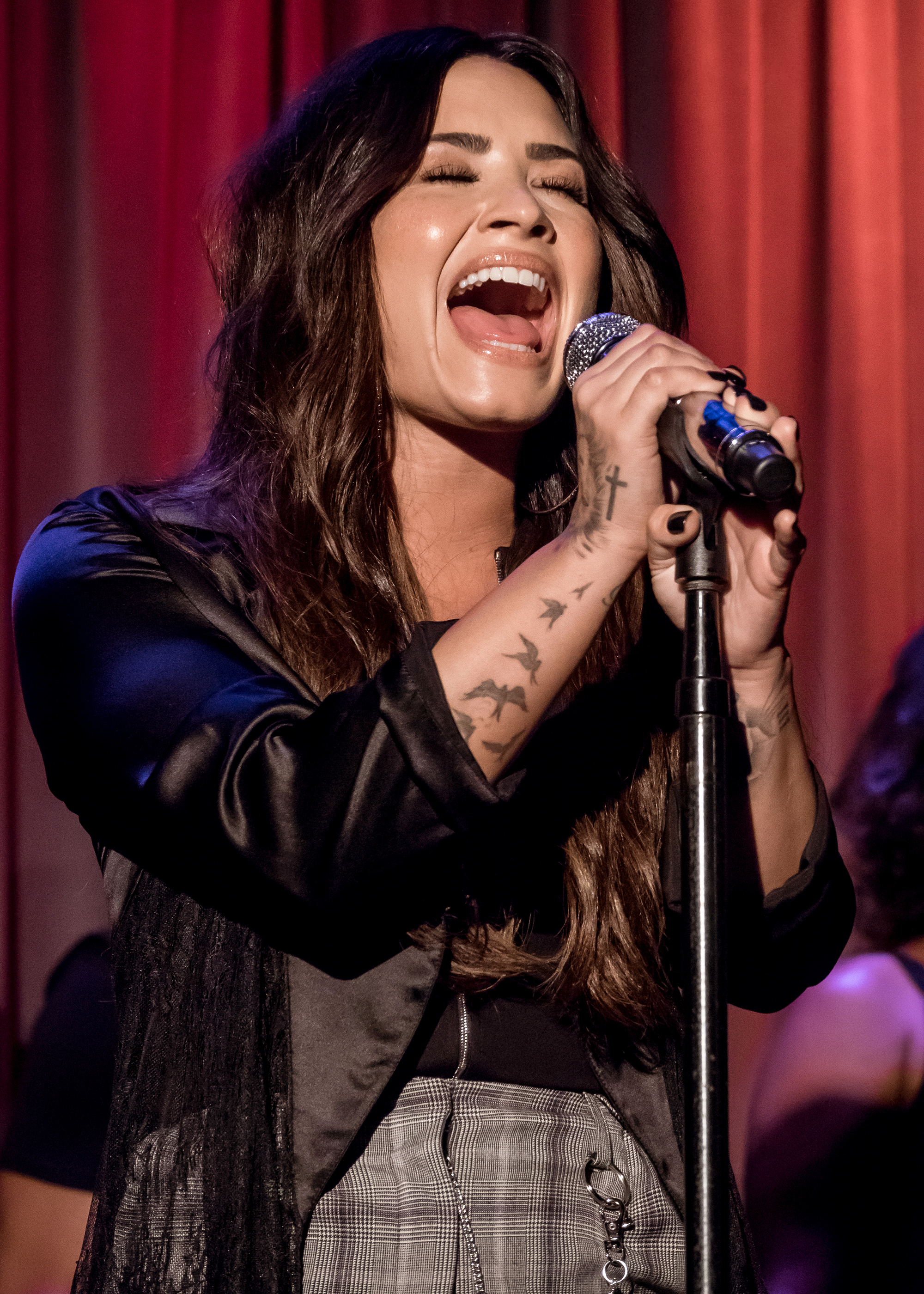
Demi Lovato en concert au Grammy Museum le 16 septembre 2017.

Lors de la 59e cérémonie des Grammy Awards en février 2017, elle obtient sa toute première nomination dans cette cérémonie dans la catégorie « meilleur album pop » pour Confident,. Le même mois, elle produit un documentaire, Beyond Silence, qui suit plusieurs personnes parlant de l'expérience sur les problèmes mentaux. Le 31 mars 2017, Lovato sort une collaboration avec Cheat Codes, No Promises. Le mois suivant, elle fait partie de la liste du magazine Time des 100 personnes les plus influentes de l'année,. Le 8 mai 2017, elle sort une collection en collaboration avec la marque de vêtements de sport Fabletics afin de soutenir la campagne Girl Up de la Fondation des Nations unies. Le 16 juin 2017, Lovato sort une collaboration avec Jax Jones et Stefflon Don intitulée Instruction.
Son sixième album sort le 29 septembre 2017 et est intitulé Tell Me You Love Me. Il reçoit des critiques positives et atteint la troisième place du Billboard 200 en se vendant à 75 000 exemplaires lors de sa première semaine d'exploitation,. Sur iTunes US, il devient le troisième album qui a plus rapidement atteint la première place du classement de l'histoire d'iTunes. Le premier single Sorry Not Sorry sort le 11 juillet 2017, le clip suit le 19 juillet 2017 et se classe à la 6e place du Billboard Hot 100. Le mois suivant, Lovato interprète l'hymne national américain lors du combat entre Floyd Mayweather et Conor McGregor, surnommé le « combat du siècle ». Lovato réalise un documentaire Simply Complicated sur YouTube, le 17 octobre 2017.
Le 14 novembre 2017 sort le deuxième single du nom de l'album Tell Me You Love Me accompagné d'un clip le 1er décembre 2017 avec l'acteur Jesse Williams,. Le 16 novembre 2017, elle sort une collaboration avec le chanteur Luis Fonsi Echame la culpa. Le clip sort le même jour et est la première collaboration et le cinquième clip qui atteint le plus rapidement les 100 millions de vues sur YouTube,. Le single atteint la 6e place en France. Début mars 2018, le clip atteint le milliard de vues un peu moins de quatre mois après sa mise en ligne. Il s'agit du premier clip de Demi à atteindre le milliard de vues sur la plateforme et le second pour Luis Fonsi après Despacito.
Le 8 mars 2018, Lovato sort une collaboration avec DJ Khaled, intitulée I Believe, pour la bande originale du film A Wrinkle in Time. Le clip sort le même jour. Elle participe aussi au nouvel album de Christina Aguilera, Liberation sur la chanson Fall in Line sortie le 16 mai 2018, dont le clip est sorti le 23 mai 2018. Le 18 mai 2018, elle sort une collaboration avec Clean Bandit, intitulée Solo, qui est suivie par son clip le 31 mai 2018,.
Le 21 juin 2018, Lovato sort le single Sober dans lequel Lovato révèle avoir récemment rechuté dans ses addictions après 6 ans de sobriété.
Le 11 mai 2019, Lovato annonce avoir signé avec un nouveau manager, Scooter Braun après avoir été avec Phil McIntyre depuis le début de sa carrière. Braun est notamment le manager de Ariana Grande ou encore Justin Bieber.

### Dancing with the Devil... the Art of Starting Over(2020-2021)
Le mois suivant son overdose de juillet 2018, Demi Lovato opta pour une sobriété de type California Sober, un mode de vie qui permet au consommateur de consommer, avec modération, de l'alcool et de la drogue en évitant les drogues dures. Demi Lovato fait son retour sur scène lors de la 62e cérémonie des Grammy Awards le 26 janvier 2020. Lovato y interprète son nouveau single Anyone, écrit quelques jours avant son overdose. Le single entre directement à la 34e place du Billboard Hot 100 dans la semaine suivant sa sortie, devenant le 14e single de l'artiste à entrer directement dans le Top 40. Le single est également streamé sept millions de fois et téléchargé 40 000 fois, entrant directement à la 1re place des charts digitaux.
Le 2 février 2020, Lovato chante The Star-Spangled Banner, l'hymne national américain, lors du lancement du Super Bowl LIV. Des articles font remarquer que 10 ans auparavant, le 7 février 2010, la chanteuse avait prédit qu'un jour, Lovato chanterait l'hymne national au Super Bowl.
Un mois plus tard, elle sort une nouvelle chanson I Love Me, sur l'amour de soi. Le clip fait notamment référence à son overdose, à ses problèmes de troubles alimentaires et la rupture de ses fiançailles quelques mois plus tôt. Le single débute à la 18e place du Billboard Hot 100. le 17 avril 2020 sort le clip et le single de I'm Ready, un duo avec Sam Smith. Le clip est réalisé par Jora Frantzis et montre les deux artistes concurrents dans plusieurs épreuves olympiques aux côtés de plusieurs artistes LGBT et de drag queens, dont Valentina et Gigi Goode. La chanson atteint la 36e place du Billboard Hot 100.
Le 10 septembre 2020, journée mondiale de la prévention du suicide, Demi Lovato sort le single OK Not to Be OK en duo avec Marshmello et en association avec Hope For The Day (en). Le clip se termine notamment avec des informations à propos de Hope For The Day et des ressources sur la prévention du suicide. Le single atteint la 32e place du Billboard 200.
Son single Commander in Chief est une critique du président Donald Trump écrit avec Julia Michaels, Finneas, Justin Tranter et Eren Cannata. Face aux critiques sur le côté très politique de la chanson, elle répond préférer donner son avis en tant qu'Américaine plutôt que de seulement faire plaisir à ses fans. Elle performe la chanson pour la première fois lors des Billboard Music Awards le 14 octobre 2020.
Lorsque le groupe All Time Low décide de créer une nouvelle version de leur chanson Monsters avec Blackbear, ils invitent Demi Lovato à l'interpréter avec eux.
Le 13 janvier 2021, l'artiste annonce sur ses réseaux sociaux la sortie d'un documentaire en quatre épisodes Dancing With The Devil où Lovato y racontera sa vie depuis la production de son Tell Me You Love Me World Tour en 2018. Les deux premiers épisodes, réalisés par Michael D. Ratner, sont prévus sur la page YouTube officielle de la chanteuse le 23 mars 2021. En décembre 2018, elle avait déjà annoncé parler de cet évènement publiquement un jour. Prévu pour 2020, son septième album studio, intitulé Dancing with the Devil... The Art of Starting Over sort finalement le 2 avril 2021 et sert en tant que pièce compagne du documentaire,. Le premier single de l'album est Anyone, enregistrée quatre jours avant son overdose. La version sur l'album est la version enregistrée ce jour-là.
En février 2021, il est annoncé que Lovato tiendra le rôle principal de la nouvelle série de NBC, Hungry, qui traitera des troubles alimentaires chez les jeunes, série dont Lovato est également à la production exécutive. Ce sera son premier rôle principal dans une fiction depuis Camp Rock 2 : Le Face à face en 2010. En parallèle, Lovato sort une nouvelle chanson avec le chanteur Sam Fisher intitulée What Other People Say, le 5 février 2021.

### HOLY FVCKetRevamped(depuis 2022)

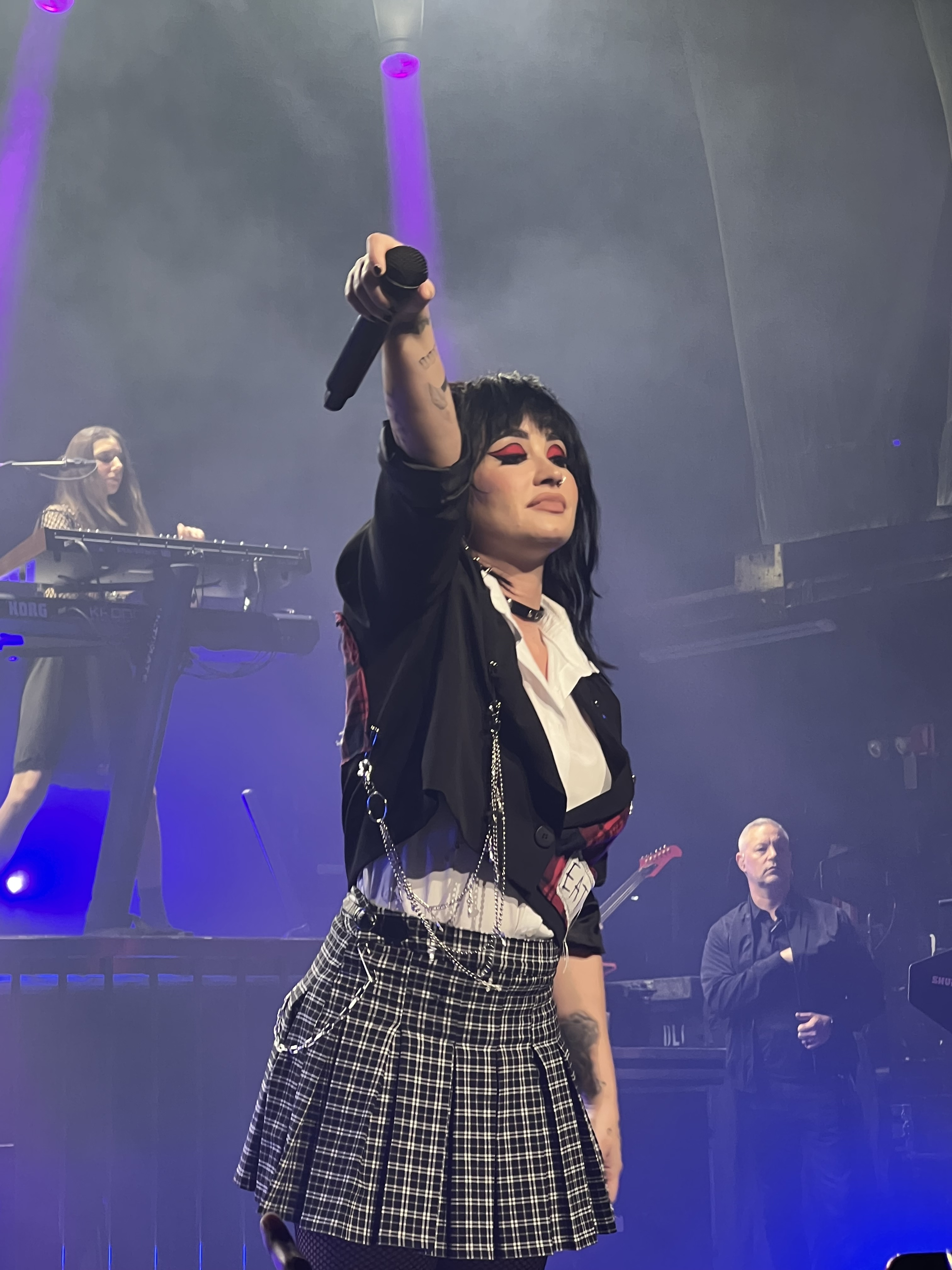
Demi Lovato en concert à Montréal lors de sa tournée Holy Fvck en octobre 2022.

Le 7 juin 2022, Demi Lovato annonce son nouvel album intitulé HOLY FVCK prévu pour le 19 août. Ce nouvel album ouvre une ère avec Lovato revenant à ses racines rock et pop-punk. Le premier single, Skin Of My Teeth qui fait référence à ses problèmes d'addiction, sort le 10 juin. Le second single Substance sort le 15 juillet 2022 avec un vidéo-clip accompagnant la chanson. En 2023 elle chante Still Alive, la chanson de la bande originale du film Scream 6, le titre est co-écrit et produit par Mike Shinoda, qui apparaît également dans le clip vidéo. En juin 2023 elle sort un single de style heavy-metal, SWINE, évoquant le droit à l'avortement et la révocation de Roe v. Wade, puis un album de ré-enregistrements de ses chansons pop les plus célèbres dans un style plus rock, intitulé Revamped, qui paraît en septembre 2023.

## Image publique
En mars 2009, Lovato déclare que son premier amour est la musique, et que jouer la comédie est un passe-temps. Lovato est de religion chrétienne et prie avant chaque représentation,. Elle se décrit comme étant féministe.
En 2010 et 2011, son nom est cité dans le top des meilleurs artistes de moins de 21 ans par Billboard. Toujours en 2011, Lovato reçoit le titre de « femme de l'année » par VH1 et fait partie du classement des femmes les plus sexy de l'année par FHM et en 2012, elle atteint la troisième place du top des artistes les plus sexy d'après Billboard et des femmes les plus sexy du monde d'après Complex où Lovato apparaît à nouveau en 2013. En 2014, elle fait partie du classement des plus belles femmes du monde par Maxim, MTV et VH1. Par ailleurs, durant la même année, elle atteint la deuxième place du classement par le magazine Seventeen des femmes de moins de 21 ans les plus puissantes au monde. En décembre 2014, elle est la célébrité la mieux habillée par le magazine Latina. Le 23 décembre 2011, Lovato critique un épisode de la série de Disney Channel, Shake It Up, jugeant qu'ils se moquaient des troubles alimentaires. La chaîne s'est excusée quelques heures plus tard en s’adressant à Demi et avant de retirer les épisodes en question,.

Lovato a rencontré à plusieurs reprises le président américain Barack Obama ; l'artiste chante plusieurs fois devant la famille présidentielle, notamment en janvier 2009 lors du Kids’ Inaugural : We Are the Future devant Michelle Obama et ses filles et en décembre 2012 en interprétant All I Want for Christmas Is You et Silent Night au concert Christmas In Washington. En juillet 2014, Lovato dîne avec le président, dîner organisé par Robert Rodriguez auquel Jessica Alba, Wilmer Valderrama et Rosario Dawson ont été conviés,.

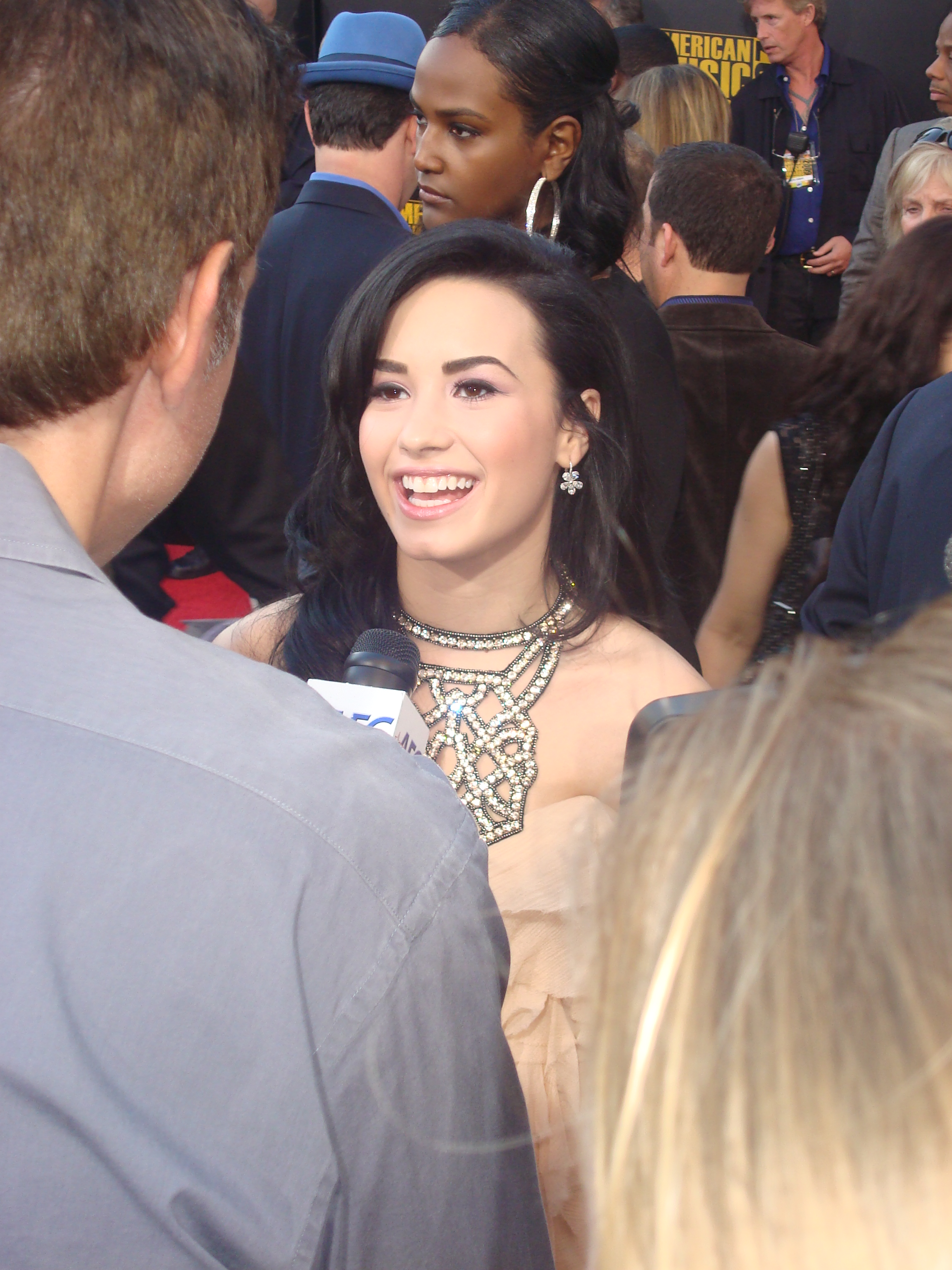
Demi Lovato aux American Music Awards en novembre 2009.

Lovato fait la couverture de nombreux magazines, comme celle de People en juillet 2009 en compagnie de Selena Gomez, celle de Capricho en février 2011 ainsi que celle d’Elle en septembre 2011. En février 2012, elle pose pour Irish Daily Mail avant de poser pour Self en août 2012. En août 2013, c'est pour la revue Fashion (en), avant d'être en couverture de Glamour (Mexique) en novembre 2013, de Nylon en janvier 2014 ainsi que de Fitness Magazine en décembre 2014. Lovato fait la couverture de Teen Vogue à plusieurs reprises, notamment en août 2009 avec Joe Jonas, en novembre 2012 et en novembre 2013. L'artiste pose pour Seventeen en avril 2009, en février 2012 ainsi qu'en août 2014, puis fait également la couverture de la revue Latina pour l'édition de décembre 2011/janvier 2012 et pour celle de décembre 2012/janvier 2013. Elle est aussi en couverture de Cosmopolitan en juillet 2012 en août 2013 et en septembre 2015. Lovato fait la page de couverture de Complex pour l'édition d'octobre/novembre 2015. Durant l'année 2016, elle a fait la couverture de Allure en février 2016, Latina pour l'édition de juin/juillet, de Billboard en compagnie de Nick Jonas et de Americain Way tous les deux en juillet 2016,, de Elle (Canada) en septembre 2016 et de Glamour en novembre 2016.

### Influences
Lovato déclare être grandement fan de Kelly Clarkson, Britney Spears, Christina Aguilera, Whitney Houston, Beyoncé, Jennifer Lopez, Aretha Franklin, Gladys Knight, Billy Gilman, Billie Holiday, ainsi que de Rihanna qui a déjà félicité son travail sur Twitter, et déclare de John Mayer, ayant déjà travaillé avec lui, qu'il a eu une grande influence sur son propre travail. Demi Lovato a également révélé être fan de Job for a Cowboy, Bring Me the Horizon, Maylene and the Sons of Disaster, Paramore et Dimmu Borgir depuis son adolescence.

### Voix

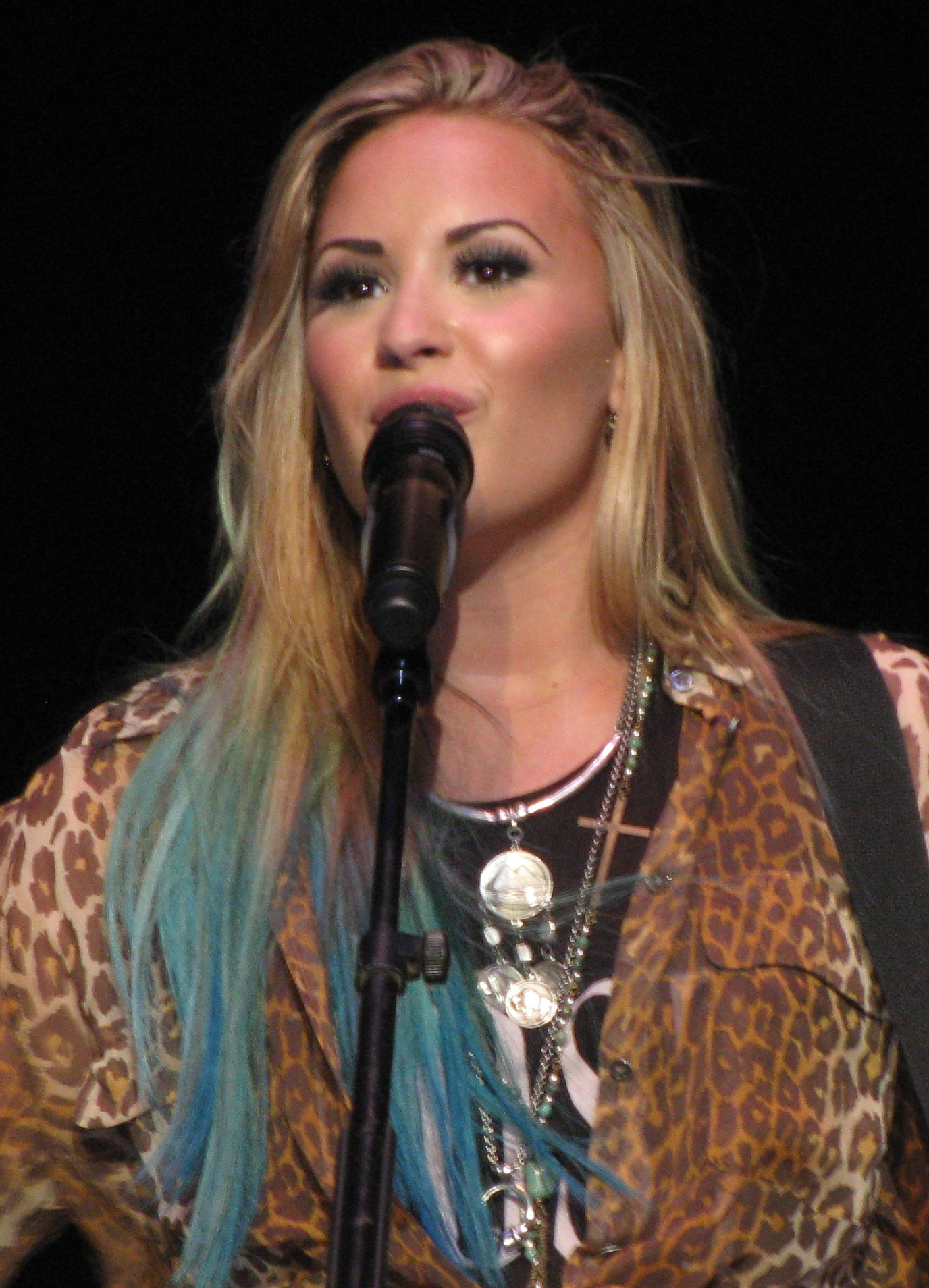
Demi Lovato lors du A Special Night with Demi Lovato en août 2012.

Demi Lovato est soprano et sa voix couvre quatre octaves. L'artiste reçoit des compliments pour sa voix tout au long de sa carrière. Nick Levine de Digital Spy déclare que « ses performances vocales corsées sont toujours impressionnantes ». Sophie Schillaci de The Hollywood Reporter écrit que Lovato « a une voix qui peut faire taire les critiques les plus dures ». À propos de l'album Here We Go Again, Jeff Miers de The Buffalo News écrit que Lovato « sait vraiment chanter » ; il rajoute que Lovato n'a pas besoin d'utiliser Auto-Tune pour masquer un manque de capacité vocale. Ryan Tedder, qui a auparavant déjà collaboré avec Beyoncé, Adele, Madonna ou encore Kelly Clarkson et qui a travaillé avec Demi pour Unbroken et Demi déclare que Lovato est « peut-être le chanteur ou la chanteuse pop avec la voix la plus puissante avec qui j'ai travaillé ». Tamsyn Wilce d'Alter The Press commente sur sa voix que « cela montre à quel point ses cordes vocales sont fortes et qu'elle peut complètement les travailler pour faire son propre style ». Lors d'une critique pour le Demi Word Tour, Marielle Wakim de Los Angeles Magazine qualifie la voix de la chanteuse de « stupéfiante ».
Lovato chante en live lors des tournages de ses clips et ne fait pas de play-back sur scène. Le réalisateur du clip Heart Attack, Chris Applebaum, déclare qu'« en 20 ans de métier je n'ai vu que deux artistes chanter pour de vrai sur le tournage d'un clip. L'une d'entre elles était Céline Dion ».
Ses performances vocales ont été saluées par Rihanna, Justin Timberlake, Lionel Richie, Katy Perry, Kelly Clarkson et Patti LaBelle.

## Vie personnelle
Lovato écrit la chanson For the Love of a Daughter, présente sur son troisième album, Unbroken, pour son père, Patrick Lovato. Ce titre parle de sa relation tendue avec celui-ci,. Lovato déclare alors ne pas vouloir être en contact avec son père,. Ce dernier meurt le 22 juin 2013 d'un cancer à l'âge de 52 ans. Elle s'exprime sur ce sujet sur le plateau de Good Morning America, déclarant « Mon père et moi n'avons pas eu la relation la plus idéale, mais en fin de compte, il est toujours mon père » et ajoutant « C'est dur […] J'ai grandi avec lui, et c'est une personne formidable, mais je m'en occupe très bien. » L'artiste écrira aussi sur Twitter que les funérailles de son père ont été « la chose la plus difficile » à avoir jamais eu à traverser, mais également se sentir incroyablement dans l'apaisement de savoir qu'il ne combat plus ses démons,.

### Relations
Demi Lovato a été en couple pour la première fois avec un dénommé Jonathan Fryar de février à novembre 2007. Par la suite, elle a fréquenté l'acteur américain, Cody Linley, de novembre 2007 à juin 2008,, puis le musicien, Alexander DeLeon, membre du groupe The Cab, de septembre 2008 à janvier 2009. Lovato a une brève relation avec Trace Cyrus, le demi-frère aîné de Miley Cyrus, durant l'été 2009. En début d'année 2010, elle a fréquenté son partenaire de Camp Rock, Joe Jonas, durant deux mois.
En mai 2010, Lovato se met en couple avec l'acteur, de douze ans son aîné, Wilmer Valderrama,,. Le couple se sépare en juin 2016 d'un commun accord après six ans de relation. En 2016, elle fréquente brièvement Luke Rockhold, avant de se mettre en couple avec le combattant de MMA, Guilherme Vasconcelos, de janvier à début mai 2017,. Lors de son documentaire Simply Complicated en 2017, elle confirme avoir un intérêt pour toute relation que ce soit avec un homme ou une femme. Entre octobre 2018 et mars 2019, elle a été en couple avec le styliste, Henry Alexander Levy, puis a eu une brève liaison avec le mannequin, Austin G. Wilson, en fin d'année 2019.
En mai 2020, Lovato officialise son couple avec l'acteur américain, Max Ehrich — leur relation débute mars 2020,. Le 23 juillet 2020, le couple annonce ses fiançailles sur les réseaux sociaux mais, deux mois plus tard, le 25 septembre, la presse annonce la séparation du couple.
En mars 2021, Lovato fait son coming out pansexuel. Deux mois plus tard, elle annonce sur les réseaux sociaux être non-binaire, et utiliser le pronom personnel neutre they en anglais, avant d'y ajouter les pronoms féminins she et her en anglais, et elle en français, en 2022 car, fluide, elle se sentait plus féminine et c'était usant d'expliquer they à chaque fois,.
En août 2022, elle annonce être en couple avec le musicien Jordan Lutes aussi appelé Jute$. Le 17 décembre 2023, elle annonce leurs fiançailles. Ils se marient le 25 mai 2025 en Californie.

### Problèmes de santé

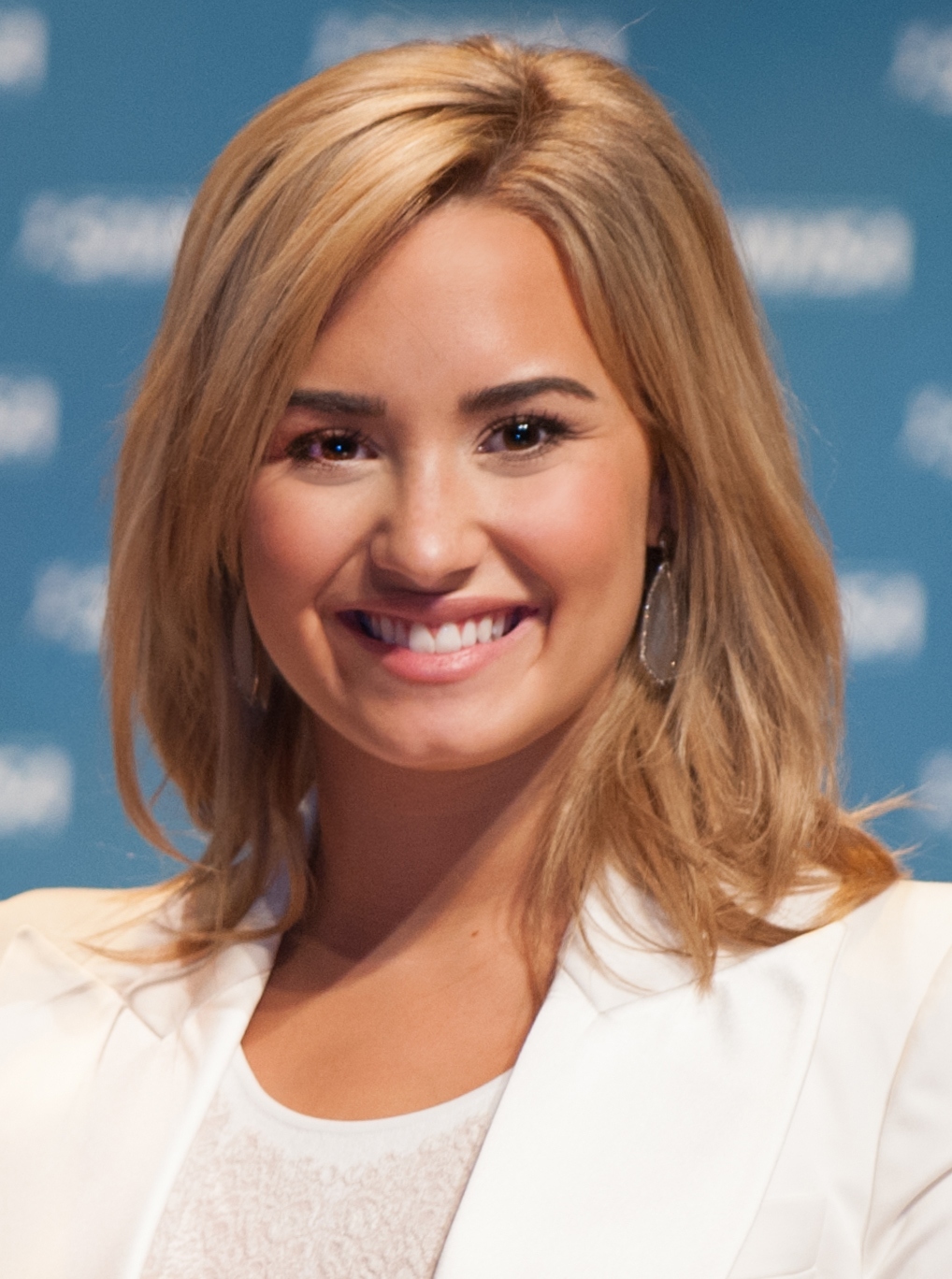
Demi Lovato au National Children’s Mental Health Awareness Day en mai 2013.

À l'âge de 18 ans et deux mois, en octobre 2010, Demi Lovato quitte la tournée Jonas Brothers Live in Concert World Tour 2010 pour entrer dans le centre psychiatrique Timberline Knolls, près de Chicago. L'artiste prend cette décision après avoir violemment frappé au visage une des danseuses de la tournée. Lovato passe un accord financier avec celle-ci fin décembre 2010. Le 28 janvier 2011, après une cure de 90 jours, elle rentre à la maison et fait l'objet d'un suivi par des médecins. Lovato retrace alors, au cours d'interviews, son enfance et son adolescence tourmentée, notamment sa dépression infantile ou vers ses onze-douze ans, l'automutilation,. Lovato lutte contre des tendances boulimiques depuis ses huit ans. Puis survient son attirance irrépressible pour les drogues et l'alcool. Les médecins de la clinique diagnostiquent des troubles bipolaires. La surconsommation de psychotropes (alcool en particulier) et les accès de violence sont parfois associés à ces troubles.
Durant sa cure, Lovato est en contact, sur les réseaux sociaux, avec ses fans, ceux-ci lui répètent « Stay Strong » (Reste forte). Après sa sortie de la clinique, elle se fait tatouer sur les deux poignets Stay Strong, les lettres recouvrent ses cicatrices de mutilation. Par ailleurs, Lovato rejoint le mouvement Love is Louder (L'amour est plus fort) qui collecte des fonds pour venir en aide aux personnes psychiquement fragiles. En mars 2012, sort un documentaire spécial sur MTV, intitulé Staying Strong, dans lequel Lovato raconte son combat à la clinique pour vaincre ses addictions.
En 2017, six ans plus tard, dans le documentaire Simply Complicated, elle révèle qu'en fait son traitement dans ce centre n'a pas eu le succès escompté. Dans ses interviews, Lovato parlait de son « nouveau mode de vie » alors que sa consommation de psychotropes continuait après sa sortie de la clinique. Elle révèle avoir été sous l'emprise de la cocaïne pendant l'interview du reportage Staying Strong consacré à sa victoire contre l'addiction. Elle déclare : « Je ne travaillais pas mon programme, je n'étais pas prête à être sobre. Je prenais de la cocaïne dans les avions. J'en prenais dans les salles de bain, j'en prenais toute la nuit. Personne ne savait. » Elle raconte comment il était possible d'échapper à la vigilance de son entourage « qui devait, à sa demande, assurer sa surveillance », notamment à un ami qui devait l’accompagner 24 heures sur 24 : « Je me rendais à l'aéroport, j'avais une bouteille de Sprite mais elle était remplie de vodka… » Lovato affirme aussi avoir été plusieurs fois au bord de la surdose et que la promotion de son album Unbroken, a été difficile. Notamment quand, en mars 2012, Lovato dû chanter avec une horrible gueule de bois Give Your Heart a Break dans American Idol. C'était la dernière fois que Lovato a bu, affirme l'artiste,.
Lovato parle toujours au passé de ses problèmes d'addiction mais le 24 juillet 2018, les secours transportent l'artiste, ayant perdu connaissance, de son domicile au Centre médical Cedars-Sinaï à Los Angeles en raison d'une overdose,. Son overdose ferait suite à un mélange d'oxycodone, de fentanyl et de naloxone,. D'autres sources mentionnent l'héroïne, envers laquelle elle a développé une dépendance durable. Après une hospitalisation de deux semaines, Lovato entre dans un centre de désintoxication. Le 28 janvier 2019, elle annonce sur son compte Instagram être à nouveau sobre depuis six mois. En 2020, lors d'une interview pour The Ellen DeGeneres Show, Lovato explique que son overdose est liée à ses problèmes de boulimie qui s'étaient aggravés en 2018, à cause de son ancien manager, Phil McIntyre, qui avait pris habitude de contrôler tout ce qu'elle mangeait. L'artiste ajoute : « Les gens regardaient ce que contenait ma commande Starbucks sur les relevés de compte… des petites choses comme ça… ça m'a rendu vraiment malheureuse et ma boulimie est devenue vraiment importante et lorsque j'ai appelé à l'aide, je n'ai pas reçu l'aide dont j'avais besoin. »,. C'est ce qui l'a poussé à boire ce soir-là. Dans son documentaire Dancing With the Devil, Lovato raconte avoir des séquelles importantes de son overdose dont des problèmes de vision et avoir subi trois attaques et un infarctus depuis,.

## Philanthropie

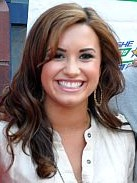
Demi Lovato au 15e Annual Arthur Ashe Kids' Day en août 2010.

En mai 2009, Demi Lovato prend une position d'« ambassador » d'American Partnership For Eosinophilic Disorders qui lutte contre les problèmes mentaux,. Elle s'implique aussi dans l'association Disney's Friends for Change avec toutes les autres stars de Disney Channel, fondée par Disney Channel. Pour promouvoir l'association, elle enregistre un single sorti en 2009 intitulé Send it On, en collaboration avec Miley Cyrus, les Jonas Brothers et Selena Gomez qui se classe à la 20e place du Billboard Hot 100. En mars 2010, Lovato et Joe Jonas enregistrent Make a Wave pour l'association. Lovato est aussi porte-parole de Join the Surge Campaign!, Dosomething.org et Joining the Surge par Clean & Clear qui est une campagne nationale qui encourage les adolescents à faire des actions pour la communauté.
En janvier 2010, elle apparaît dans l'annonce pour Voto Latino afin de promouvoir l'organisation Be Counted, campagne de préparation au recensement des États-Unis de 2010. En octobre 2010, elle est porte-parole de l'organisation anti-intimidation PACER. Lovato participe à A Day Made Better, une campagne de sensibilisation scolaire et soutient DonateMyDress.org, Kids Wish Network, Love Our Children USA, St. Jude Children's Research Hospital et City of Hope. Toujours en 2010, elle rejoint les ambassadeurs de Mean Stinks, une campagne axée sur l'élimination de l'intimidation.
En décembre 2012, pour aider le projet We Are Newtown, qui a pour but de récolter un maximum de dons pour la création d'un mémorial en faveur des victimes de la fusillade Newtown, Lovato reprend la chanson Angel Among Us, dédiée aux familles des victimes.
En mai 2013, elle reçoit une récompense pour son dévouement à titre de mentor pour les adolescents et les jeunes adultes ayant des problèmes de santé mentale à la journée nationale de la sensibilisation à la santé mentale à Washington par Substance Abuse and Mental Health Services Administration. En juin 2013, Lovato annonce la création du Lovato Treatment Scholarship Program, dédié à la mémoire de son père, pour payer les frais de traitement pour les patients souffrants de troubles mentaux. En août 2013, elle se rend au Kenya pour son 21e anniversaire afin de participer à un programme de l'organisation caritative internationale Free The Children,.
Lovato s'exprime aussi en faveur des droits de la communauté LGBT et a publiquement pris position en leur faveur à plusieurs reprises,. Lovato révèle d'ailleurs en juin 2014, l'homosexualité de son grand-père disparu,. Elle déclare son soutien au mariage homosexuel et apparaît dans une vidéo de la campagne de Human Rights Campaign destinée à promouvoir le mariage entre personnes du même sexe. En avril 2016, lors des GLAAD Media Awards Lovato reçoit le GLAAD Vanguard Award pour son engagement envers la communauté homosexuelle accompagné d'une vidéo de personne homosexuelle la remerciant mais aussi des célébrités applaudissant son engagement notamment Lionel Richie, Jennifer Lopez, Kim Kardashian ou encore Kesha.
En mai 2016, elle crée une ligne de t-shirts vendus durant sa tournée, dont les bénéfices iront à des associations de protection des droits des personnes transgenres. Lovato porte notamment un de ces t-shirts durant la cérémonie des Billboard Music Awards. Toujours en protestation contre les lois transphobes votées en Caroline du Nord, Lovato décide, avec Nick Jonas, d'annuler leur concert prévu là-bas. En juin 2016, Lovato fait partie des centaines d'artistes à avoir signé la lettre ouverte de Billboard afin de réduire l'accès aux armes à feu. Le même mois, Lovato participe à une vidéo de Human Rights Campaign en hommage aux victimes de la fusillade d'Orlando.
En juillet 2016, elle fait un discours sur les personnes atteintes de maladie mentale lors de la convention nationale démocrate d'Hillary Clinton.
En janvier 2017, Lovato se rend en voyage humanitaire au Kenya avec des amis pour We Movement afin de participer à la construction d'une école et pour aider femme et enfant.

## Discographie

### Albums studio
- 2008 : Don't Forget
- 2009 :  Here We Go Again
- 2011 :  Unbroken
- 2013 : Demi
- 2015 : Confident
- 2017 : Tell Me You Love Me
- 2021 : Dancing with the Devil... the Art of Starting Over
- 2022 : Holy Fvck
- 2023 : Revamped

## Tournées
En tête d'affiche
- Demi Lovato: Live in Concert (2009–2010)
- A Special Night with Demi Lovato (2011–2013)
- The Neon Lights Tour (2014)
- Demi World Tour (2014–2015)
- Tell Me You Love Me World Tour (en) (2018)
- Holy Fvck tour (2022)

Avec d'autres
- Avec Nick Jonas – Future Now Tour (2016)

Promotionnelles
- Demi Live! Warm Up Tour (2008)
- An Evening with Demi Lovato (2011)

Premières parties
- des Jonas Brothers – Burnin' Up Tour (2008)
- d'Avril Lavigne – Best Damn Tour (2008)
- des Jonas Brothers – Jonas Brothers World Tour (2009)
- des Jonas Brothers – Live in Concert World Tour (2010)
- d'Enrique Iglesias – Sex & Love Tour (2014)

## Filmographie

### Cinéma
- 2009 : Jonas Brothers : Le Concert événement (Jonas Brothers: The 3D Concert Experience) de Bruce Hendricks : Lovato
- 2017 : Les Schtroumpfs et le Village perdu (Smurfs: The Lost Village) de Kelly Asbury : la Schtroumpfette (voix)
- 2018 : Charming: Un Prince Trop Charmant (Charming) de Ross Venokur : Lenore Quinonez (voix)
- 2020 : Eurovision Song Contest: The Story of Fire Saga de David Dobkin : Katiana Líndsdottír
- 2025 : Tow de Stephanie Laing : Nova

### Télévision

#### Téléfilms
- 2008 : Camp Rock de Matthew Diamond : Mitchie Torres
- 2009 : Princess Protection Program: Mission Rosalinda d'Allison Liddi-Brown : Princesse Rosalinda Maria Montoya Fiore / Rosie Gonzalèz
- 2010 : Camp Rock 2 : Le Face à face de Paul Hoen : Mitchie Torres
- 2012 : Demi Lovato: Stay Strong de Davi Russo  (documentaire)
- 2017 : Louder Together de James Marcus Haney et Ryan Gall  (documentaire)
- 2017 : Demi Lovato: Simply Complicated d'Hannah Lux Davis (documentaire - également production délégué)
- 2024 : Child Star d'elle même et Nicolas Marsh (documentaire - co directrice)

#### Séries télévisées
- 2002-2004 : Barney (Barney & Friends) : Angela (saisons 7 et 8)
- 2006 : Prison Break : Danielle Curtin (saison 2, épisode 4)
- 2007-2008 : Trop La Classe ! (As the Bell Rings) : Charlotte Adams (saison 1)
- 2007 : Jordan (Just Jordan) : Nicole (saison 2, épisode 6)
- 2008 : Jonas Brothers: Living the Dream : Lovato (série documentaire - 2 épisodes)
- 2008 : Disney Channel Muppet Show (Studio DC: Almost Live) : Lovato (saison 1, épisode 2)
- 2009-2011 : Sonny (Sonny with a Chance) : Sonny Munroe
- 2010 : Grey's Anatomy : Hayley May (saison 6, épisode 22)
- 2013-2014 : Glee : Danielle « Dani » (saison 5, 4 épisodes)
- 2015 : Une nuit en enfer, la série (From Dusk till Dawn: The Series) : Maia (saison 2, 2 épisodes)
- 2020 : Will et Grace (Will & Grace) : Jenny (saison 11, 2 épisodes)
- 2021 : Demi Lovato: Dancing with the Devil : Lovato (série documentaire)

#### Émissions
- 2009 : My Camp Rock (saison 1, épisode 5)
- 2010 : Top Model USA (America's Next Top Model) : juge invité (1 épisode)
- 2010-2011 : Les Maçons du cœur (Extreme Makeover: Home Edition) (2 épisodes)
- 2011 : L'Incroyable Famille Kardashian (Keeping Up with the Kardashians) (saison 6, épisode 15)
- 2012 : Punk'd : Stars piégées (Punk'd) (saison 9, épisode 6)
- 2012 : This Is How I Made It (saison 1, épisode 6)
- 2012-2013 : The X Factor : juge et mentor (saisons 2 et 3)
- 2012 : Teen Choice Awards 2012 : co-présentation
- 2015 : Saturday Night Live (1 épisode)
- 2015 : We Day 2015 : présentation
- 2015 : RuPaul's Drag Race : juge invité (saison 7, épisode 9)
- 2017 : Projet haute couture (Project Runway) : juge invité (saison 16, 1 épisode)
- 2020 : People's Choice Awards 2020 : présentation
- 2021 : Legendary : juge invité (saison 2, 1 épisode)
- 2021 : Unidentified with Demi Lovato : présentation
- 2023 : A Very Demi Holiday Special : conductrice et présentation[345]
- 2023 : Dynamo Is Dead de Ty Evans : invité

### Voix françaises

#### En France
- Élisabeth Guinand (Belgique) dans : 
  - Le Disney Channel Muppet Show
  - Princess Protection Program
  - Sonny
  - Camp Rock 2 : Le Face à face
- Paola Marques Dos Santos dans :
  - Trop la classe !
  - Camp Rock
- et aussi :
  - Adeline Chetail dans Grey's Anatomy
  - Dorothée Pousséo dans Glee
  - Laëtitia Milot dans Les Schtroumpfs et le Village perdu (voix)
  - Charlotte Hervieux dans Charming : un prince trop charmant (voix)